# Rod Blagojevich
Milorad "Rod" R. Blagojevich (Chicago, 10 de diciembre de 1956) es un político estadounidense del Estado de Illinois. Miembro del Partido Demócrata, fue el 40.º gobernador de Illinois (2003 - 2009), y miembro de la Cámara de Representantes por el mismo Estado. Es el segundo político de ascendencia serbia en ser elegido gobernador en los Estados Unidos, después de que George Voinovich lo fuera por Ohio en 1991.

## Biografía
Nacido como Milorad Blagojević (en alfabeto cirílico serbio: Милорад Благојевић), "Rod" (como es más conocido) creció en la parte noroeste de Chicago. Es el segundo hijo de Radisav Blagojević, un trabajador del acero, que migró desde la ciudad Serbia (entonces Yugoslavia) de Kragujevac y de Mila Govedarica, serbia originaria de Gacko, Bosnia Herzegovina (entonces parte de Yugoslavia). Sus padres se trasladaron a Estados Unidos en 1947. Rod Blagojevich pasó gran parte de su niñez trabajando para poder hacer frente a las deudas de la familia. Fue limpiabotas y repartidor de pizzas antes de trabajar en una planta de transformación cárnica. Con el fin de pagar los gastos universitarios, Blagojevich trabajó como lavaplatos para la empresa constructora del oleoducto Trans-Alaska.
Blagojevich está casado con Patricia Mell, hija del exconcejal de Chicago Richard Mell. El matrimonio tiene dos hijas, Amy y Anne. Anne nació pocos meses después de que su padre jurase el cargo como gobernador. Su cuñada es Deb Mell, una conocida activista pro derechos LGBT que en 2008 se presentó por el Partido Demócrata a las elecciones a la Cámara de Representantes por Illinois. Blagojevich no tiene segundo nombre, pero usa la inicial "R" en honor de su difunto padre.
Blagojevich fue el primer político de partido Demócrata desde Daniel Walker en ser elegido gobernador de Illinois, tras 30 años de dominio republicano. Hubo de hacer frente a una dura oposición política para sacar adelante los presupuestos y algunas leyes, enfrentándose incluso a miembros de su propio partido (que tenían la mayoría en la Asamblea General de Illinois). Fue objeto de diversas investigaciones federales, y su índice de aprobación fue siempre bajo, llegando a ser calificado como el "gobernador norteamericano más impopular" por Rasmussen Reports, una influyente firma de sondeos y encuestas.
El 9 de diciembre de 2008, Blagojevich fue arrestado por agentes del FBI junto a John Harris, su jefe de gabinete, acusado de cohecho y fraude al intentar vender cargos políticos pendientes de su designación. Entre estos cargos se incluiría el de senador por Illinois que Barack Obama dejó vacante. El 28 de enero de 2009 el Senado de Illinois destituyó a Blagojevich como consecuencia del escándalo político. En 2010 fue procesado en la corte federal en Chicago por corrupción e intento de extorsión y chantaje. Fue declarado culpable de solo un cargo, mentir al FBI, porque el jurado no pudo estar de acuerdo sobre los otros 23 cargos. Los fiscales federales obtuvieron la celebración de un segundo juicio por estos cargos que no habían alcanzado un veredicto, aunque finalmente los redujeron a veinte. El 27 de junio de 2011, después de diez días de deliberaciones, el jurado del segundo juicio emitió un veredicto de culpabilidad por diecisiete de los veinte cargos, la mayoría de ellos relacionados con el intento de vender el escaño del Senado que dejó vacante el presidente Obama y el más grave de los cuales puede acarrear a Blagojevich una pena de prisión de hasta veinte años.
En 2012 lo encarcelaron en la Institución Correccional Federal, Englewood (FCI Englewood).
El 17 de febrero de 2020 el presidente Donald Trump conmutó su sentencia y fue excarcelado.